# 宮崎県道49号北方土々呂線
宮崎県道49号北方土々呂線（みやざきけんどう49ごう きたかたととろせん）は、宮崎県延岡市を通る県道（主要地方道）である。

## 概要
延岡市北方町川水流から延岡市土々呂町4丁目に至る。JR九州日豊本線の線路沿いや住宅地、田園地帯や五ヶ瀬川の右岸などを通過するが、一部道幅が狭い区間もある。一部は比較的新しい道で、旧国道10号の区間もある。

### 路線データ
- 起点：延岡市北方町川水流（宮崎県道20号北方北郷線交点）
- 終点：延岡市土々呂町4丁目（土々呂町交差点、国道10号交点、宮崎県道224号遠見半島線終点）

## 歴史
- 1959年（昭和34年）6月1日 - 宮崎県告示第226号により宮崎県道山口原延岡線（一般県道）として路線認定がなされる。当時の整理番号は83だった（東臼杵郡北方村字山口原 - 延岡市間）[1]。
- 1968年（昭和43年）1月23日 - 宮崎県告示第60号により宮崎県道三須土々呂停車場線（一般県道）として路線認定がなされる。当時の整理番号は168だった（延岡市三須町 - 延岡市土々呂停車場間）[2]。
- 1972年（昭和47年）11月 - 宮崎県道213号山口原延岡線（一般県道）、宮崎県道216号三須土々呂停車場線（一般県道）となる。
- 1993年（平成5年）5月11日 - 建設省から、県道山口原延岡線・県道八重原延岡線の一部・県道三須土々呂停車場線の一部が北方土々呂線として主要地方道に指定される[3]。
- 1994年（平成6年）4月1日 - 宮崎県告示第413号、第414号により宮崎県道213号山口原延岡線、宮崎県道216号三須土々呂停車場線が合併し、宮崎県道49号北方土々呂線に昇格[4][5]。

## 路線状況

### 通称
- 土々呂ミニバイパス

### 重複区間
- 宮崎県道225号八重原延岡線（延岡市三須町 - 延岡市小野町）

### 道路施設

#### 橋梁
- 井替橋（井替川、延岡市）

## 地理

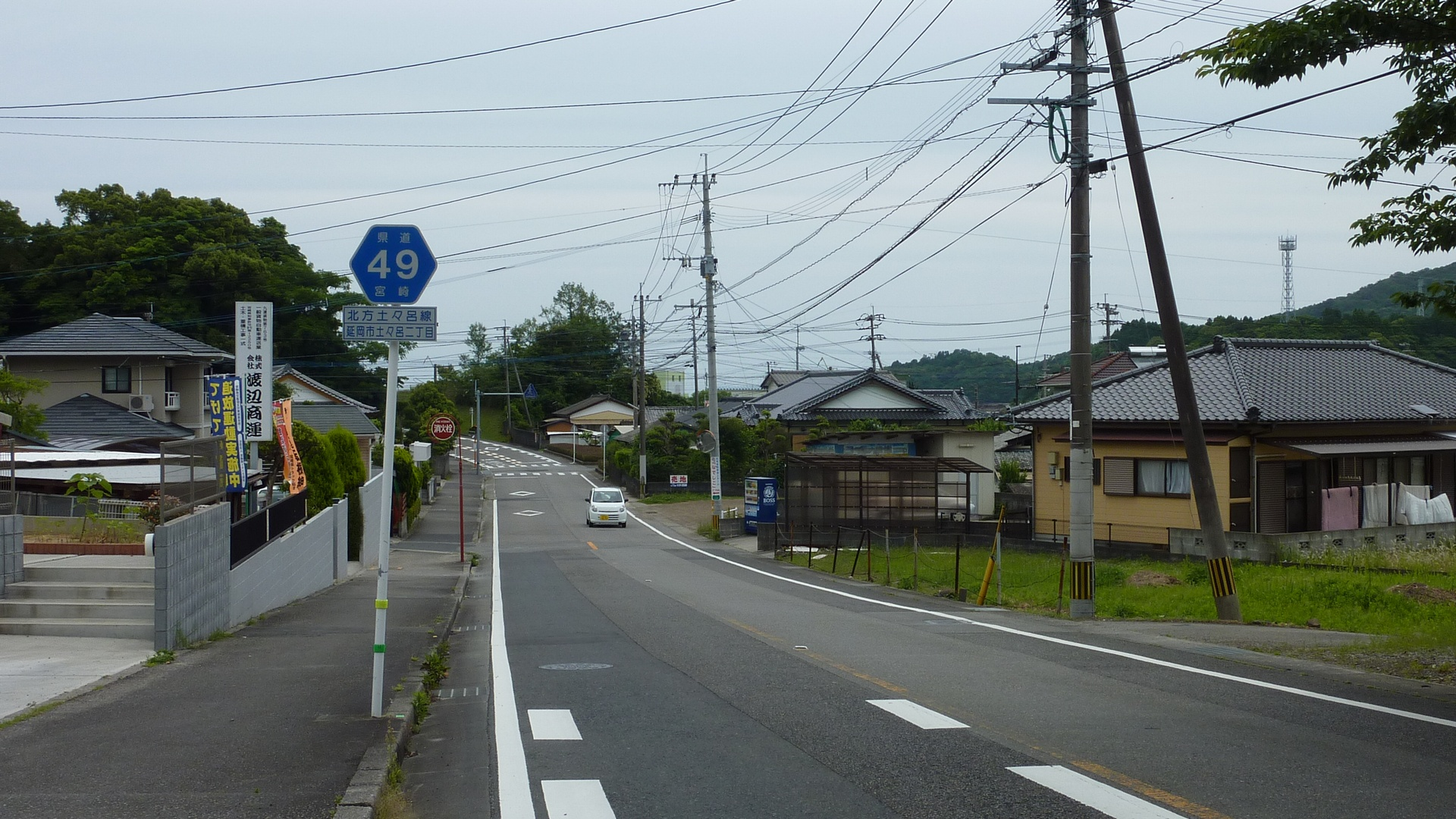
県道49号北方土々呂線（延岡市土々呂町2丁目）

### 通過する自治体
- 延岡市

### 交差する道路
| 交差する道路                                    | 交差する場所  | 交差する場所             |
| ----------------------------------------------- | ------------- | ------------------------ |
| 宮崎県道20号北方北郷線                          | 北方町川水流  | 起点                     |
| 広域農道沿海北部地区（日豊グリーンライン）      | 下三輪町      |                          |
| 宮崎県道225号八重原延岡線 重複区間起点          | 三須町        |                          |
| 宮崎県道225号八重原延岡線 重複区間終点          | 小野町        |                          |
| E10 東九州自動車道 国道10号 / 土呂々バイパス    | 石田町        | 石田町交差点 23 延岡南IC |
| 宮崎県道226号土々呂日向線                       | 土呂々町5丁目 | 土々呂町五丁目交差点     |
| 国道10号 国道388号 重複 宮崎県道224号遠見半島線 | 土々呂町4丁目 | 土々呂交差点 / 終点      |

### 交差する鉄道
- 日豊本線

### 沿線
- 延岡市立一ケ岡小学校
- 延岡市立土々呂小学校